# Ssaurabi
Ssaurabi ist eine moderne koreanische Wortschöpfung mit der Bedeutung ein Mann, der kämpft. In Südkorea ist dies, neben Samurang, eine populäre falsche Etymologie des japanischen Wortes Samurai.
Es ist nicht klar, wann diese Bezeichnung geprägt wurde. Seine frühste bekannte Verwendung stammt von 1983: Kim Yong-woon, ein Mathematik-Historiker schreibt in seinem Buch (Kankokujin to Nihonjin)

„Auf Koreanisch bedeutet ssaul zu kämpfen und abi Mann. Ssaurabi würde auf koreanisch wörtlich ein Mann (sein), der kämpft bedeuteten. Auch auf das Risiko hin, beschimpft zu werden, habe ich die amateurhafte Idee, dass das japanische Samurai einige Verbindungen zum koreanischen  Ssaurabi hat. ... der Ssaurabi Geist, der in Korea dahin schwand, ist der Ursprung des japanischen Samurai-Geistes.“

Der Begriff Ssaurabi erwarb vielleicht unter Südkoreanern in den 1990er Jahren deshalb Anerkennung, weil das Computerspiel Samurai Shodown in Korea unter dem Namen Ssaurabi Tuhon (싸울아비 투혼) erschien, um die antijapanische Zensur zu umgehen.
Einige koreanische Kampfsportorganisationen behaupten, dass der Ssaurabi-Krieger aus dem Königreich Baekje im südwestlichen Korea stammen und aus diesen die japanischen Samurai hervorgingen.
Der südkoreanische Film Saulabi (2002) von Moon Jong-geum bezieht sich darauf.:

„saulabi
[sa wool ah bie]

1. ein altes koreanisches Wort für einen adligen Schwertkämpfer

2. die Etymologie des Wortes Samurai“

Es gibt keine historischen Belege für die Existenz von Ssaurabi in Baekje. Linguistisch ist es schwer, die Ähnlichkeit zwischen Ssaurabi und Samurai mit regelmäßigen Korrespondenzen zwischen Koreanern und Japanern zu erklären. Ein Anachronismus wird deutlich, wenn man die älteren Formen von ssauda überprüft, da dieses Verb als sahoda in älteren koreanischen Schriften erscheint. Die Verwendung von Sahorabi ist jedoch auch nicht belegt.